# Videogiochi ambientati nella Terra di Mezzo

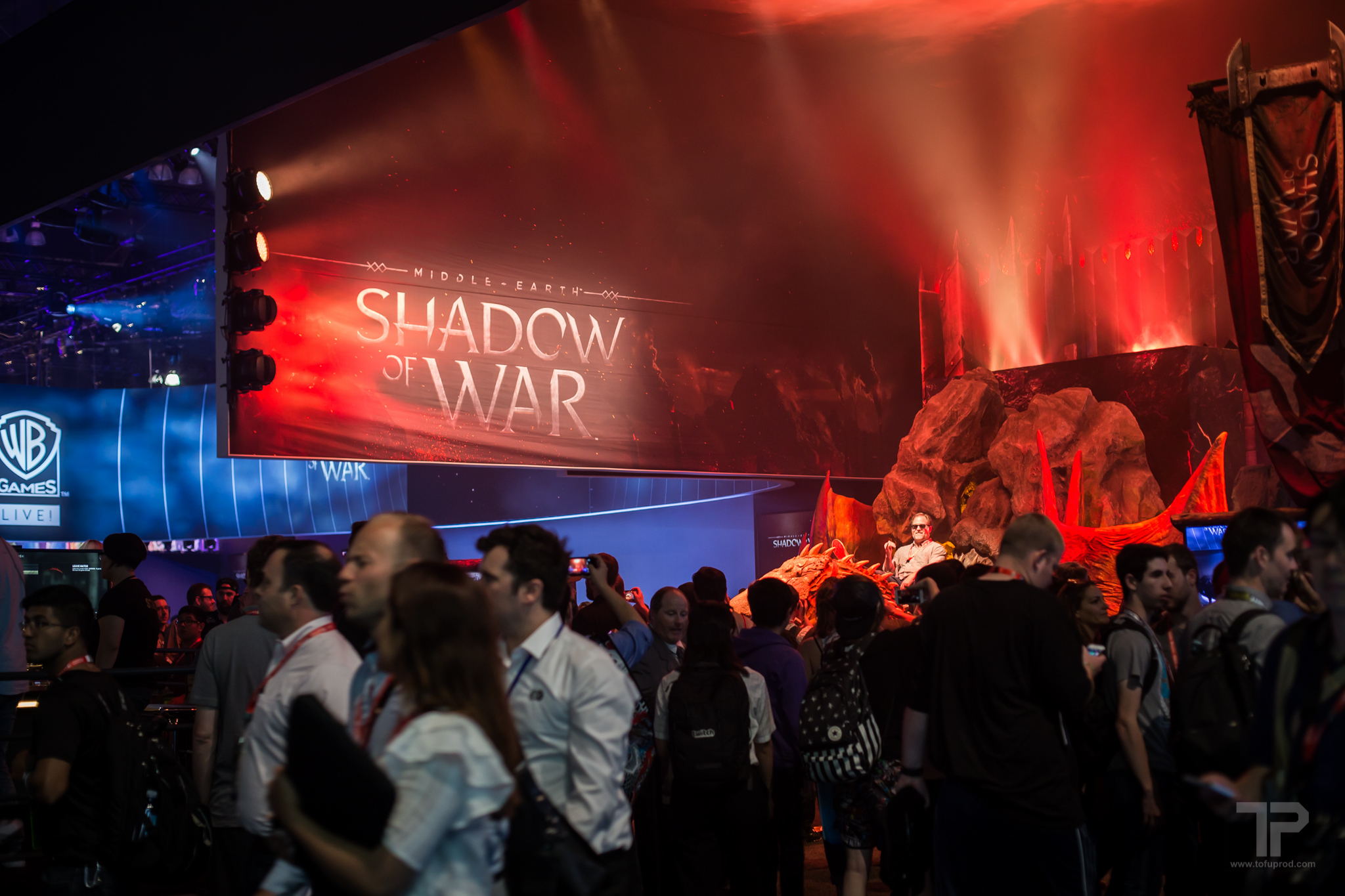
Presentazione di La Terra di Mezzo: L'ombra della guerra all'Electronic Entertainment Expo 2017

Fin dai primi anni ottanta numerosi videogiochi sono stati tratti esplicitamente dal mondo della Terra di Mezzo, basando personaggi, ambientazioni e altri elementi fantasy sull'opera di J. R. R. Tolkien.

## Videogiochi ufficiali

### Primi titoli
Nel 1982 Melbourne House cominciò a produrre una serie di giochi di avventura testuale illustrata per home computer basati sulle opere di Tolkien con Lo Hobbit, tratto dall'omonimo libro. Si fece notare nel suo genere per l'uso di un parser piuttosto avanzato detto Inglish e per i personaggi non giocanti dotati di molta autonomia. La serie continuò con la pubblicazione di Lord of the Rings: Game One (1986), The Shadows of Mordor (1987) e The Crack of Doom (1989).
Nel 1987 Melbourne House produsse War in Middle Earth, un videogioco strategico in tempo reale con elementi di avventura e combattimenti sia a livello di personaggi sia a livello di eserciti. In seguito Konami pubblicò J.R.R. Tolkien's Riders of Rohan (1991), simile per molti aspetti a War in Middle Earth, ma anche molto fedele al romanzo Le due torri, tanto da essere giudicato dalla critica a volte troppo ostico per chi non conoscesse il libro.
Nel 1990 Interplay, in collaborazione con Electronic Arts (che in seguito avrebbe ottenuto i diritti per la trilogia dei film), produsse J.R.R. Tolkien's The Lord of the Rings (con un'edizione speciale in CD-ROM contenente scene tagliate dal film animato Il Signore degli Anelli) e l'anno seguente J.R.R. Tolkien's The Lord of the Rings: The Two Towers, una serie di videogiochi di ruolo basati sugli eventi dei primi due libri.
Lord of the Rings fu considerato uno dei migliori adattamenti di Tolkien fino ad allora, sebbene criticato per essere poco fedele nella trama.
Era in progetto un terzo episodio basato su Il ritorno del re, mai realizzato.
I giochi della Interplay apparvero principalmente su PC e Amiga, ma in seguito uscì J.R.R. Tolkien's The Lord of the Rings: Volume 1 (1994) per SNES, che non ricorda per nulla i loro giochi per PC ed è più simile a The Legend of Zelda.

### Ritorno in auge con la trilogia cinematografica
Dopo il 1994 non venne più prodotto alcun titolo ufficiale de Il Signore degli Anelli, fino all'uscita della trilogia cinematografica di Peter Jackson negli anni 2001-2003, quando la conoscenza della storia dilagò nel mercato di massa.
Electronic Arts ottenne i diritti per i tre film, produsse giochi per Le due torri (che includeva anche La Compagnia dell'Anello) e Il ritorno del re.
Sierra Entertainment, dopo esser stata battuta sui diritti cinematografici, ottenne invece i diritti per la produzione di giochi basati sui libri (e non sulla trilogia di film) dalla Tolkien Enterprises, che permisero alla compagnia di usare la storia, ma non materiale dai film. Il risultato fu un suo adattamento di La Compagnia dell'Anello. 
Il contributo della Sierra alla serie ricevette recensioni discrete, quelli della Electronic Arts entusiastiche, nonostante Peter Jackson abbia criticato la EA per averlo lasciato fuori dal processo di sviluppo e abbia dichiarato di non essere soddisfatto della qualità dei titoli.
La concessione dei diritti del libro impedì alla Sierra Entertainment di usare materiale dai film, ma le permise di includere elementi de Il Signore degli Anelli assenti nelle pellicole di Peter Jackson. La EA d'altro canto non aveva il permesso di fare altrettanto, dato che disponeva della licenza per realizzare giochi solo basandosi su elementi dei film, i quali tralasciano alcuni elementi della storia originale o cambiano alcuni luoghi. Il modello EA è basato sull'azione e sullo stile hack and slash. Il titolo Sierra copre la storia in modo molto più dettagliato e offre più sfide basate sul ragionamento.
La pubblicazione di nuovi titoli sulla Terra di Mezzo ha poi continuato con una certa costanza anche a molti anni di distanza dall'uscita dei film. Spesso fanno diretto riferimento alla prima trilogia di film, come nel caso di The Lord of the Rings: Rise to War (2021) della NetEase per dispositivi mobili.
Con l'uscita della seconda trilogia di film Lo Hobbit, la Kabam ha realizzato diversi giochi free-to-play ufficiali per mobile e browser, mentre non ci furono grandi produzioni strettamente legate ai nuovi film, a parte LEGO Lo Hobbit (2014).

## Videogiochi non ufficiali
Oltre ai giochi ufficialmente con licenza, sono stati pubblicati anche diversi giochi non ufficiali. Uno dei primi prodotti commerciali è Shadowfax (1982) per home computer, gioco d'azione in cui si controlla Gandalf. Tra i più longevi ci sono Angband (1990), un gioco di ruolo open-source con livelli generati casualmente basato sul Silmarillion, ed Elendor (1991), un gioco di ruolo MUD basato su tutto il Legendarium di Tolkien, con personaggi altamente personalizzabili.
Uscirono commercialmente anche delle parodie: Bored of the Rings (1985) e The Boggit (1986) della Delta 4, che furono anche dei successi di critica.
Sono state inoltre create molte mod e mappe personalizzate per molti giochi, fra cui Warcraft III e Rome: Total War. Il videogioco Nethack ha molte allusioni riferite ai romanzi de Il Signore degli Anelli, con riferimenti a creature e nomi (come 'Elbereth').

## Lista dei videogiochi
| Titolo | Anno | Editore                                | Sviluppatore                                                      | Piattaforme                                                                                           |
| --- | ---- | -------------------------------------- | ----------------------------------------------------------------- | --- |
| The Hobbit | 1982 | Melbourne House                        | Beam Software                                                     | Amstrad CPC, ZX Spectrum, Commodore 64, BBC (senza grafica), Dragon 32, Oric Atmos, MSX, Apple II, PC |
| Gandalf the Sorcerer | 1984 | Game Gems                              | TYMAC                                                             | ZX Spectrum, Commodore 64                                                                             |
| Lord of the Rings: Game One | 1985 | Melbourne House                        | Beam Software                                                     | ZX Spectrum, Commodore 64, BBC, Dragon 32, Apple Macintosh, Apple II, PC                              |
| The Shadows of Mordor | 1987 | Melbourne House                        | Beam Software                                                     | Amstrad CPC, Commodore 64, ZX Spectrum, Apple II, PC                                                  |
| War in Middle Earth | 1988 | Melbourne House                        | Melbourne House                                                   | C64, Spectrum, Amstrad CPC, Amiga, Atari ST, PC                                                       |
| The Crack of Doom | 1989 | Melbourne House                        | Beam Software                                                     | Commodore 64, PC                                                                                      |
| J.R.R. Tolkien's The Lord of the Rings | 1990 | Interplay                              | Interplay                                                         | Amiga, PC                                                                                             |
| J.R.R. Tolkien's The Lord of the Rings, Vol. II | 1992 | Interplay                              | Interplay                                                         | PC |
| J.R.R. Tolkien's Riders of Rohan | 1991 | Konami, Mirrorsoft                     | Beam Software, Papyrus                                            | PC |
| J.R.R. Tolkien's The Lord of the Rings: Volume 1 | 1994 | Interplay                              | Interplay                                                         | Super NES                                                                                             |
| Il Signore degli Anelli: La Compagnia dell'Anello (The Lord of the Rings: The Fellowship of the Ring)                                                                       | 2002 | Vivendi Universal                      | Surreal Software                                                  | PC, PlayStation 2                                                                                     |
| Il Signore degli Anelli: La Compagnia dell'Anello (The Lord of the Rings: The Fellowship of the Ring)                                                                       | 2002 | Vivendi Universal                      | The Whole Experience                                              | Xbox                                                                                                  |
| Il Signore degli Anelli: La Compagnia dell'Anello (The Lord of the Rings: The Fellowship of the Ring)                                                                       | 2002 | Vivendi Universal                      | Pocket Studios                                                    | Game Boy Advance                                                                                      |
| Il Signore degli Anelli: Le due torri (The Lord of the Rings: The Two Towers)                                                                                               | 2002 | Electronic Arts                        | Stormfront Studios, Hypnos Entertainment (GCN)                    | PlayStation 2, Xbox, Nintendo GameCube                                                                |
| Il Signore degli Anelli: Le due torri (The Lord of the Rings: The Two Towers)                                                                                               | 2002 | Electronic Arts                        | Griptonite Games                                                  | Game Boy Advance                                                                                      |
| Il Signore degli Anelli: Il ritorno del re (The Lord of the Rings: The Return of the King)                                                                                  | 2003 | Electronic Arts, Aspyr (OS X)          | Electronic Arts, Hypnos Entertainment (GCN & Xbox), Beenox (OS X) | PC, PlayStation 2, Xbox, Nintendo GameCube, OS X                                                      |
| Il Signore degli Anelli: Il ritorno del re (The Lord of the Rings: The Return of the King)                                                                                  | 2003 | Electronic Arts                        | Griptonite Games                                                  | Game Boy Advance                                                                                      |
| Il Signore degli Anelli: La guerra dell'Anello (The Lord of the Rings: War of the Ring)                                                                                     | 2003 | Sierra                                 | Liquid Entertainment                                              | PC |
| Lo Hobbit (The Hobbit) | 2003 | Sierra                                 | Midway Austin                                                     | PC, PlayStation 2, Xbox, Nintendo GameCube                                                            |
| Lo Hobbit (The Hobbit) | 2003 | Sierra                                 | Saffire                                                           | Game Boy Advance                                                                                      |
| Il Signore degli Anelli: La Terza Era (The Lord of the Rings: The Third Age)                                                                                                | 2004 | Electronic Arts                        | Electronic Arts                                                   | PlayStation 2, Xbox, Nintendo GameCube                                                                |
| Il Signore degli Anelli: La Terza Era (The Lord of the Rings: The Third Age)                                                                                                | 2004 | Electronic Arts                        | Griptonite Games                                                  | Game Boy Advance                                                                                      |
| Il Signore degli Anelli: La battaglia per la Terra di Mezzo (The Lord of the Rings: The Battle for Middle-earth)                                                            | 2004 | Electronic Arts                        | EA Los Angeles                                                    | PC |
| Il Signore degli Anelli: Tactics (The Lord of the Rings: Tactics) | 2005 | Electronic Arts                        | Amaze                                                             | PlayStation Portable                                                                                  |
| Il Signore degli Anelli: La battaglia per la Terra di Mezzo 2 (The Lord of the Rings: The Battle for Middle-earth II)                                                       | 2006 | Electronic Arts                        | EA Los Angeles                                                    | PC, Xbox 360                                                                                          |
| Il Signore degli Anelli: La battaglia per la Terra di Mezzo 2: L'ascesa del Re stregone (The Lord of the Rings: The Battle for Middle-earth II: The Rise of the Witch-king) | 2006 | Electronic Arts                        | EA Los Angeles                                                    | PC |
| The Lord of the Rings: The White Council (annullato) | 2007 | Electronic Arts                        | EA Los Angeles                                                    | Xbox 360, PlayStation 3, PC                                                                           |
| Il Signore degli Anelli Online: Ombre di Angmar (The Lord of the Rings Online: Shadows of Angmar)                                                                           | 2007 | Turbine, Inc., Midway                  | Turbine, Inc.                                                     | PC |
| Il Signore degli Anelli: La conquista (The Lord of the Rings: Conquest) | 2009 | Electronic Arts                        | Pandemic Studios                                                  | PC, Xbox 360, PlayStation 3, Nintendo DS                                                              |
| Il Signore degli Anelli: L'avventura di Aragorn (The Lord of the Rings: Aragorn's Quest)                                                                                    | 2010 | Warner Bros. Interactive Entertainment | TT Fusion                                                         | PlayStation 3, Nintendo Wii, Nintendo DS, PSP                                                         |
| Lord of the Rings: Middle-Earth Defense | 2010 | Glu Mobile                             | Glu Mobile                                                        | iOS                                                                                                   |
| Il Signore degli Anelli: La guerra del Nord (The Lord of the Rings: War in the North)                                                                                       | 2011 | Warner Bros. Interactive Entertainment | Snowblind Studios                                                 | PlayStation 3, Xbox 360, PC                                                                           |
| Guardians of Middle-earth | 2012 | Warner Bros. Interactive Entertainment | Monolith Productions                                              | Microsoft Windows, Xbox 360, PlayStation 3                                                            |
| LEGO Il Signore degli Anelli (Lego The Lord of the Rings) | 2012 | Warner Bros. Interactive Entertainment | Traveller's Tales                                                 | Microsoft Windows, Xbox 360, PlayStation 3, Wii, Wii U, Nintendo DS, Nintendo 3DS, PlayStation Vita   |
| LEGO Lo Hobbit (Lego The Hobbit) | 2014 | Warner Bros. Interactive Entertainment | Traveller's Tales                                                 | PlayStation 4, Xbox One, Microsoft Windows, Xbox 360, PlayStation 3                                   |
| LEGO Dimensions | 2015 | Warner Bros. Interactive Entertainment | Traveller's Tales                                                 | PlayStation 4, Xbox One, Wii U, Xbox 360, PlayStation 3                                               |
| La Terra di Mezzo: L'ombra di Mordor (Middle-earth: Shadow of Mordor) | 2014 | Warner Bros. Interactive Entertainment | Monolith Productions, Behaviour Interactive (PS3/X360)            | PlayStation 4, Xbox One, Microsoft Windows, Xbox 360, PlayStation 3                                   |
| La Terra di Mezzo: L'ombra della guerra (Middle-Earth: Shadow of War) | 2017 | Warner Bros. Interactive Entertainment | Monolith Productions                                              | PlayStation 4, Xbox One, Microsoft Windows                                                            |
| The Lord of the Rings: Adventure Card Game | 2018 | Asmodee Digital                        | Fantasy Flight Interactive                                        | PlayStation 4, Xbox One, Microsoft Windows, Macintosh, Nintendo Switch                                |
| The Lord of the Rings: Rise to War | 2021 | NetEase                                | NetEase                                                           | Android, iOS                                                                                          |
| The Lord of the Rings: Gollum | 2023 | Nacon                                  | Daedalic Entertainment                                            | PlayStation 4, PlayStation 5, Microsoft Windows, Xbox One, Xbox Series X/S, Nintendo Switch           |